# Curling na Zimowych Igrzyskach Olimpijskich 2022 – kwalifikacje
Podczas Zimowych Igrzyskach Olimpijskich 2022 curlerzy będą rywalizować w konkurencji drużynowej (kobiety i mężczyźni) oraz w konkurencji par mieszanych. W każdym z turniejów uczestniczyć będzie 10 reprezentacji. Zwiększona została liczba uczestników w konkurencji par mieszanych, podczas debiutu olimpijskiego cztery lata wcześniej w turnieju rywalizowało ze sobą 8 reprezentacji.

## System kwalifikacji
Kwalifikacja olimpijska poza reprezentacjami gospodarczy opierała się na dwóch sposobach. Początkowo w konkurencji kobiet i mężczyzn siedem drużyn miało zakwalifikować się dzięki wynikom mistrzostw świata w latach 2020 i 2021. Pozostałe dwa miejsca miały przypadać najlepszym drużynom turnieju kwalifikacyjnego. W turnieju tym miało wziąć udział 8 zespołów (gospodarze, 5 drużyn z największą liczbą punktów z MŚ 2020 i 2021 dotychczas niezakwalifikowanych oraz 2 drużyny z turnieju prekwalifikacyjnego).
W przypadku konkurencji par mieszanych również siedem drużyn miało zakwalifikować się dzięki wynikom mistrzostw świata w latach 2020 i 2021. Ostatnie dwa miejsca przypaść miały najlepszym parom turnieju kwalifikacyjnego, w którym uczestniczyć miało 16 drużyn (gospodarze oraz 15 par z największą liczbą punktów z MŚ 2020 i 2021 dotychczas niezakwalifikowanych).
Na skutek pandemii COVID-19 nie odbyły się Mistrzostwa Świata Kobiet, Mistrzostwa Świata Mężczyzn oraz Mistrzostwa Świata Par Mieszanych 2020. W związku z zaistniałą sytuacją zmienione zostały zasady kwalifikacji olimpijskiej.
W konkurencji drużynowej kobiet i mężczyzn bezpośrednią kwalifikację do turnieju olimpijskiego otrzymało 6 najwyżej sklasyfikowanych drużyn Mistrzostw Świata 2021. Z turnieju kwalifikacyjnego premiowane były trzy najwyżej sklasyfikowane drużyny. W przypadku, gdyby reprezentacje Chin znalazłyby się w najlepszej szóstce mistrzostw świata, pula miejsc z turnieju kwalifikacyjnego uległaby zwiększeniu do czterech. Żeńska drużyna dowodzona przez Han Yu uplasowała się na 10. pozycji, zaś ekipa Zou Qianga zajęła ostatnie, 14. miejsce.
W turnieju eliminacyjnym mogły wziąć udział drużyny, które zakwalifikowały się do Mistrzostw Świata 2020, uczestniczyły w Mistrzostwach Świata 2021 i nie zdobyły bezpośredniej kwalifikacji, gospodarze turnieju oraz dwie najlepsze drużyny z turnieju prekwalifikacyjnego.
Do turnieju w Pekinie na podstawie wyników Mistrzostw Świata 2021 awansowało 7 najlepszych par mieszanych. W przypadku gdyby w gronie tym znalazłaby się reprezentacja Chin, awans olimpijski uzyskałaby również 8. drużyna turnieju. Ostatecznie Chińczycy uplasowali się na 9. miejscu. Ostatnie dwa miejsca w turnieju olimpijskim przypadły drużynom z turnieju kwalifikacyjnego. Mogły w nim uczestniczyć pary, które zakwalifikowały się do Mistrzostw Świata 2020, uczestniczyły w Mistrzostwach Świata 2021 i nie zdobyły bezpośredniej kwalifikacji, gospodarze turnieju oraz trzy najlepsze drużyny z turnieju prekwalifikacyjnego.
Turniej prekwalifikacyjny był wydarzeniem otwartym, w którym mogły wziąć udział wszystkie dotąd niezakwalifikowane do turnieju olimpijskie państwa członkowskie Światowej Federacji Curlingu.

## Zestawienie turniejów
| Nazwa turnieju                                    | Data                                     | Gospodarz             |
| ------------------------------------------------- | ---------------------------------------- | --------------------- |
| Mistrzostwa Świata Kobiet w Curlingu 2020         | Odwołane ze względu na pandemię COVID-19 | Prince George, Kanada |
| Mistrzostwa Świata Mężczyzn w Curlingu 2020       | Odwołane ze względu na pandemię COVID-19 | Glasgow, Szkocja      |
| Mistrzostwa Świata Par Mieszanych w Curlingu 2020 | Odwołane ze względu na pandemię COVID-19 | Kelowna, Kanada       |
| Mistrzostwa Świata Mężczyzn w Curlingu 2021       | 2–11 kwietnia 2021                       | Calgary, Kanada       |
| Mistrzostwa Świata Kobiet w Curlingu 2021         | 30 kwietnia – 9 maja 2021                | Calgary, Kanada       |
| Mistrzostwa Świata Par Mieszanych w Curlingu 2021 | 17–23 maja 2021                          | Aberdeen, Szkocja     |
| Turniej prekwalifikacyjny                         | 5–15 października 2021                   | Erzurum, Turcja       |
| Turniej kwalifikacyjny                            | 5–18 grudnia 2021                        | Leeuwarden, Holandia  |

## Wyniki kwalifikacji
|     | Gospodarz                             |
|     | Awans z MŚ 2021                       |
|     | Awans z turnieju kwalifikacyjnego     |
| DNA | Drużyna nie wzięła udziału w turnieju |

### Kobiety
| Kraj                        | MŚ 2021 | Turniej prekwalifikacyjny | Turniej prekwalifikacyjny | Turniej kwalifikacyjny | Turniej kwalifikacyjny | ZIO 2022 |
| --------------------------- | ------- | ------------------------- | ------------------------- | ---------------------- | ---------------------- | -------- |
| Szwajcaria                  | 1       | →                         | →                         | →                      | →                      | Q        |
| Rosyjski Komitet Olimpijski | 2       | →                         | →                         | →                      | →                      | Q        |
| Stany Zjednoczone           | 3       | →                         | →                         | →                      | →                      | Q        |
| Szwecja                     | 4       | →                         | →                         | →                      | →                      | Q        |
| Dania                       | 5       | →                         | →                         | →                      | →                      | Q        |
| Kanada                      | 6       | →                         | →                         | →                      | →                      | Q        |
| Korea Południowa            | 7       | →                         | →                         | 3                      | →                      | Q        |
| Szkocja                     | 8       | →                         | →                         | 1                      | →                      | Q        |
| Niemcy                      | 9       | →                         | →                         | 6                      | x                      |          |
| Chiny                       | 10      | →                         | →                         | →                      | →                      | Q        |
| Japonia                     | 11      | →                         | →                         | 2                      | →                      | Q        |
| Czechy                      | 12      | →                         | →                         | 9                      | x                      |          |
| Włochy                      | 13      | →                         | →                         | 5                      | x                      |          |
| Estonia                     | 14      | →                         | →                         | 8                      | x                      |          |
| Holandia                    | x       | x                         | x                         | DNA                    | DNA                    |          |
| Łotwa                       | x       | 1                         | →                         | 4                      | x                      |          |
| Turcja                      | x       | 2                         | →                         | 7                      | x                      |          |
| Słowacja                    | x       | 3                         | x                         | x                      | x                      |          |
| Węgry                       | x       | 4                         | x                         | x                      | x                      |          |
| Austria                     | x       | 5                         | x                         | x                      | x                      |          |
| Brazylia                    | x       | 5                         | x                         | x                      | x                      |          |
| Hiszpania                   | x       | 5                         | x                         | x                      | x                      |          |
| Kazachstan                  | x       | 5                         | x                         | x                      | x                      |          |
| Norwegia                    | x       | 5                         | x                         | x                      | x                      |          |
| Słowenia                    | x       | 5                         | x                         | x                      | x                      |          |

### Mężczyźni
| Kraj                        | MŚ 2021 | Turniej prekwalifikacyjny | Turniej prekwalifikacyjny | Turniej kwalifikacyjny | Turniej kwalifikacyjny | ZIO 2022 |
| --------------------------- | ------- | ------------------------- | ------------------------- | ---------------------- | ---------------------- | -------- |
| Szwecja                     | 1       | →                         | →                         | →                      | →                      | Q        |
| Szkocja                     | 2       | →                         | →                         | →                      | →                      | Q        |
| Szwajcaria                  | 3       | →                         | →                         | →                      | →                      | Q        |
| Rosyjski Komitet Olimpijski | 4       | →                         | →                         | →                      | →                      | Q        |
| Stany Zjednoczone           | 5       | →                         | →                         | →                      | →                      | Q        |
| Kanada                      | 6       | →                         | →                         | →                      | →                      | Q        |
| Włochy                      | 7       | →                         | →                         | 2                      | →                      | Q        |
| Norwegia                    | 8       | →                         | →                         | 1                      | →                      | Q        |
| Japonia                     | 9       | →                         | →                         | 6                      | x                      |          |
| Niemcy                      | 10      | →                         | →                         | 9                      | x                      |          |
| Dania                       | 11      | →                         | →                         | 3                      | →                      | Q        |
| Holandia                    | 12      | →                         | →                         | 7                      | x                      |          |
| Korea Południowa            | 13      | →                         | →                         | 8                      | x                      |          |
| Chiny                       | 14      | →                         | →                         | →                      | →                      | Q        |
| Finlandia                   | x       | 1                         | →                         | 5                      | x                      |          |
| Czechy                      | x       | 1                         | →                         | 4                      | x                      |          |
| Hiszpania                   | x       | 3                         | x                         | x                      | x                      |          |
| Turcja                      | x       | 3                         | x                         | x                      | x                      |          |
| Belgia                      | x       | 5                         | x                         | x                      | x                      |          |
| Kirgistan                   | x       | 5                         | x                         | x                      | x                      |          |
| Kazachstan                  | x       | 7                         | x                         | x                      | x                      |          |
| Austria                     | x       | 7                         | x                         | x                      | x                      |          |
| Brazylia                    | x       | 7                         | x                         | x                      | x                      |          |
| Chińskie Tajpej             | x       | 7                         | x                         | x                      | x                      |          |
| Estonia                     | x       | 7                         | x                         | x                      | x                      |          |
| Łotwa                       | x       | 7                         | x                         | x                      | x                      |          |
| Nigeria                     | x       | 7                         | x                         | x                      | x                      |          |
| Rumunia                     | x       | 7                         | x                         | x                      | x                      |          |
| Słowacja                    | x       | 7                         | x                         | x                      | x                      |          |
| Słowenia                    | x       | 7                         | x                         | x                      | x                      |          |
| Węgry                       | x       | 7                         | x                         | x                      | x                      |          |

### Pary mieszane
| Kraj                        | MŚ 2021 | Turniej prekwalifikacyjny | Turniej prekwalifikacyjny | Turniej kwalifikacyjny | Turniej kwalifikacyjny | ZIO 2022 |
| --------------------------- | ------- | ------------------------- | ------------------------- | ---------------------- | ---------------------- | -------- |
| Szkocja                     | 1       | →                         | →                         | →                      | →                      | Q        |
| Norwegia                    | 2       | →                         | →                         | →                      | →                      | Q        |
| Szwecja                     | 3       | →                         | →                         | →                      | →                      | Q        |
| Kanada                      | 4       | →                         | →                         | →                      | →                      | Q        |
| Szwajcaria                  | 5       | →                         | →                         | →                      | →                      | Q        |
| Włochy                      | 5       | →                         | →                         | →                      | →                      | Q        |
| Czechy                      | 7       | →                         | →                         | →                      | →                      | Q        |
| Stany Zjednoczone           | 8       | →                         | →                         | 1                      | →                      | Q        |
| Chiny                       | 9       | →                         | →                         | →                      | →                      | Q        |
| Niemcy                      | 10      | →                         | →                         | 7                      | x                      |          |
| Rosyjski Komitet Olimpijski | 11      | →                         | →                         | 3                      | x                      |          |
| Nowa Zelandia               | 12      | →                         | →                         | 7                      | x                      |          |
| Australia                   | 13      | →                         | →                         | 1                      | →                      | Q        |
| Anglia                      | 14      | x                         | x                         | x                      | x                      |          |
| Węgry                       | 15      | →                         | →                         | 5                      | x                      |          |
| Japonia                     | 15      | →                         | →                         | 7                      | x                      |          |
| Finlandia                   | 17      | →                         | →                         | 5                      | x                      |          |
| Korea Południowa            | 17      | →                         | →                         | 3                      | x                      |          |
| Estonia                     | 19      | →                         | →                         | 7                      | x                      |          |
| Hiszpania                   | 20      | →                         | →                         | 7                      | x                      |          |
| Holandia                    | x       | x                         | x                         | DNA                    | DNA                    |          |
| Dania                       | x       | 1                         | →                         | 7                      | x                      |          |
| Łotwa                       | x       | 1                         | →                         | 7                      | x                      |          |
| Turcja                      | x       | 1                         | →                         | 7                      | x                      |          |
| Białoruś                    | x       | 4                         | x                         | x                      | x                      |          |
| Kazachstan                  | x       | 4                         | x                         | x                      | x                      |          |
| Portugalia                  | x       | 4                         | x                         | x                      | x                      |          |
| Austria                     | x       | 7                         | x                         | x                      | x                      |          |
| Brazylia                    | x       | 7                         | x                         | x                      | x                      |          |
| Chińskie Tajpej             | x       | 7                         | x                         | x                      | x                      |          |
| Belgia                      | x       | 10                        | x                         | x                      | x                      |          |
| Kirgistan                   | x       | 10                        | x                         | x                      | x                      |          |
| Litwa                       | x       | 10                        | x                         | x                      | x                      |          |
| Meksyk                      | x       | 10                        | x                         | x                      | x                      |          |
| Nigeria                     | x       | 10                        | x                         | x                      | x                      |          |
| Słowacja                    | x       | 10                        | x                         | x                      | x                      |          |
| Słowenia                    | x       | 10                        | x                         | x                      | x                      |          |

## Podsumowanie

### Kobiety
| Sposób kwalifikacji                       | Liczba miejsc | Kraj                                                                                    |
| ----------------------------------------- | ------------- | --------------------------------------------------------------------------------------- |
| Gospodarz                                 | 1             | Chiny                                                                                   |
| Mistrzostwa Świata Kobiet w Curlingu 2021 | 6             | Szwajcaria · Rosyjski Komitet Olimpijski · Stany Zjednoczone · Szwecja · Dania · Kanada |
| Turniej kwalifikacyjny                    | 3             | Szkocja · Japonia · Korea Południowa                                                    |
| Suma                                      | 10            |                                                                                         |

### Mężczyźni
| Sposób kwalifikacji                         | Liczba miejsc | Kraj                                                                                      |
| ------------------------------------------- | ------------- | ----------------------------------------------------------------------------------------- |
| Gospodarz                                   | 1             | Chiny                                                                                     |
| Mistrzostwa Świata Mężczyzn w Curlingu 2021 | 6             | Szwecja · Szkocja · Szwajcaria · Rosyjski Komitet Olimpijski · Kanada · Stany Zjednoczone |
| Turniej kwalifikacyjny                      | 3             | Norwegia · Włochy · Dania                                                                 |
| Suma                                        | 10            |                                                                                           |

### Pary mieszane
| Sposób kwalifikacji                               | Liczba miejsc | Kraj                                                                 |
| ------------------------------------------------- | ------------- | -------------------------------------------------------------------- |
| Gospodarz                                         | 1             | Chiny                                                                |
| Mistrzostwa Świata Par Mieszanych w Curlingu 2021 | 7             | Szkocja · Norwegia · Szwecja · Kanada · Włochy · Szwajcaria · Czechy |
| Turniej kwalifikacyjny                            | 2             | Australia · Stany Zjednoczone                                        |
| Suma                                              | 10            |                                                                      |